# Горски рай
„Горски рай“ е планинска хижа в България, разположена в Западна Стара планина на 1450 m надморска височина.
Намира се в Област Видин, община Чупрене, на 35 km от град Белоградчик и на 17 km от село Чупрене, в непосредствена близост до биосферен резерват „Чупрене“.
Хижата е изходен пункт за най-високия връх в Западна Стара планина – Миджур (2168 m).
Разполага с 40 легла за настаняване.